# Łochów Nowy
Łochów Nowy – wieś w Polsce położona w województwie łódzkim, w powiecie tomaszowskim, w gminie Żelechlinek.
W latach 1975–1998 miejscowość administracyjnie należała do województwa piotrkowskiego.